# Novogeorgievsk
För artikeln om fästningen Modlin som tidigare kallades Novogeorgievsk, se Modlin.

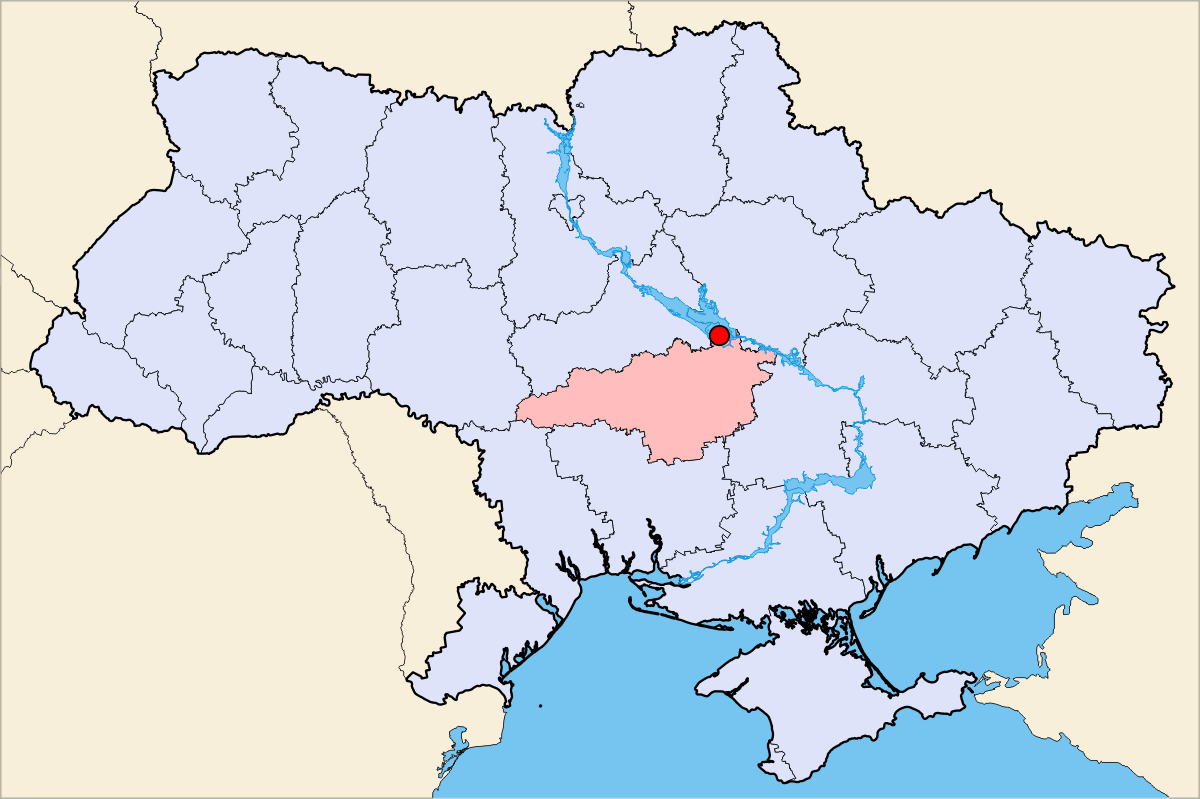
Novogeorgievsks läge i Ukraina.

Novogeorgievsk (ryska: Новогеоргиевск; ukrainska: Новогеоргіївськ, Novoheorhijivsk) var en stad vid floden Dnepr i nuvarande Ukraina. Den utrymdes och lades under vatten i slutet av 1950-talet vid bygget av Krementjuks vattenkraftverk och anläggandet av Krementjukreservoaren. Fördämningen står 15 km väster om staden Krementjuk. Hela dammen är 149 kilometer lång och 28 kilometer bred.
Samhället, som låg där bifloden Tjasmina mynnade i Dnepr (mynnar nu i dammen), hade vuxit fram under början av 1600-talet under namnet Krylov i anslutning till en fästning i närheten. Det fick sina stadsrättigheter 1795 och bytte då namn till Alexandria (Александрия). År 1821 återtogs namnet Krylov (Крылов), som dock 1860 byttes till Novogeorgievsk.
Staden hade 2 764 invånare (1850), 7 893 (1885), 11 214 (1897). De främsta näringarna var vid sekelskiftet handel med kreatur, spannmål och trävaror.